# Karl Heinrich Rau
Karl Heinrich Rau (Erlangen, 1792. november 23. – Heidelberg, 1870. március 18.) német közgazdasági író.

## Életpályája
Az erlangeni egyetemen elvégezvén a kamerális tudományokat, 1812-ben magántanár, 1818-ban helyettes tanár, majd egyetemi könyvtáros és rendes tanár lett ugyanott. 1822-ben Heidelbergba hívták meg az államtudományok és pénzügytan tanári székére, amely állásában titkos udvari tanácsosi címmel haláláig megmaradt és 1837-től a badeni felsőháznak is tagja volt. Tudományos és irodalmi munkásságával Adam Smith közgazdasági elveinek rendszeres és tudományos kifejlesztésén fáradozott. Számos kisebb monográfiát írt a közgazdaságtan egyes kérdéseiről; legfontosabb munkái a Lehrbuch der politischen Oekonomie (először Heidelbergben 1826-37, 3 kötet) és az 1834-ben megindult Archiv der politischen Oekonomie, melyet később Georg Hanssen társaságában szerkesztett. Irodalmi munkásságát is, tanításait is nem annyira az eredetiség, mint a rendkívül gondos és szabatos meghatározások, továbbá az individualisztikus és a gazdasági szabadság elveire alapított tudomány rendszerének kidolgozása jellemzik. Ily nemű érdemeiért több európai tudományos akadémia – többek között a magyar is – tagjává választotta.